# Myzostoma tuberculosum
Myzostoma tuberculosum is een ringworm uit de familie Myzostomatidae.
Myzostoma tuberculosum werd in 1859 voor het eerst wetenschappelijk beschreven door Semper.